# Lige Clarke
Pour les articles homonymes, voir Clarke.
Lige Clarke (22 février 1942 - 10 février 1975) est un militant LGBT et journaliste américain. Il est co-auteur de deux ouvrages avec son compagnon, Jack Nichols.

## Biographie
Lige Clarke est né le 22 février 1942[citation nécessaire].
Dans les années 1960, Clarke travaille pour le département de la Défense des États-Unis à Washington. D.C.. Il détient « un certain nombre d’ habilitations de sécurité. »
Avec Nichols, il crée et rédige « The Homosexual Citizen » dans le foulée de leur rubrique pour « The Mattachine Review » aux alentours de 1965. Il publie dans la revue « Screw ». Il s'agit de la première rubrique LGBT dans une publication non-communautaire. En 1972, ils deviennent les rédacteurs de « Gay », le premier magazine hebdomadaire homosexuel aux États-Unis. Les deux hommes publient également de deux ouvrages sur l'homosexualité.
Clarke décède à Veracruz au Mexique dans un accident de voiture le 10 février 1975. Selon Nichols, il s'agit d'un meurtre lors d'une fusillade.

## Ouvrages
- Lige Clarke et Jack Nichols, I Have More Fun With You Than Anybody, New York, St Martin's Press, 1972 (ISBN 978-0-900997-90-7, OCLC 993400702)
- Lige Clarke et Jack Nichols, Roommates Can't Always Be Lovers : An Intimate Guide to Male-male Relationships, New York, St. Martin's Press, 1974 (OCLC 1054028)

## Sources
1. 1 2 3  Ronald Byrnes, « The 'gay' world in sunshine and in shadow », Star Tribune, Minneapolis, Minnesota,‎ 6 août 1972, p. 62 (lire en ligne , consulté le 31 juillet 2018)
2. ↑  David K. Johnson, « "Homosexual Citizens": Washington's Gay Community Confronts the Civil Service », Washington History, vol. 6, no 2,‎ fall/winter, 1994/1995, p. 58 (lire en ligne , consulté le 31 juillet 2018)
3. ↑  Jack Nichols, The Gay Agenda : Talking Back to the Fundamentalists, Amherst, New York, Prometheus Books, 1996, 228 p. (ISBN 978-1-57392-103-9, OCLC 260011378), p. 191